# Pavlo Klimkin
Pavlo Anatolijovyč Klimkin (in ucraino Павло Анатолійович Клімкін?; Kursk, 25 dicembre 1967) è un politico e diplomatico ucraino.

## Biografia
È stato ambasciatore ucraino in Germania dal 22 giugno 2012 al 19 giugno 2014, quando dopo le elezioni presidenziali in Ucraina del 2014, il presidente eletto Petro Oleksijovyč Porošenko lo ha nominato ministro degli esteri, incarico che ha ricoperto fino al 29 agosto 2019.
Partecipante abituale e co-organizzatore del Forum delle Nazioni Libere della Post-Russia.